# Kasinot i Monte Carlo

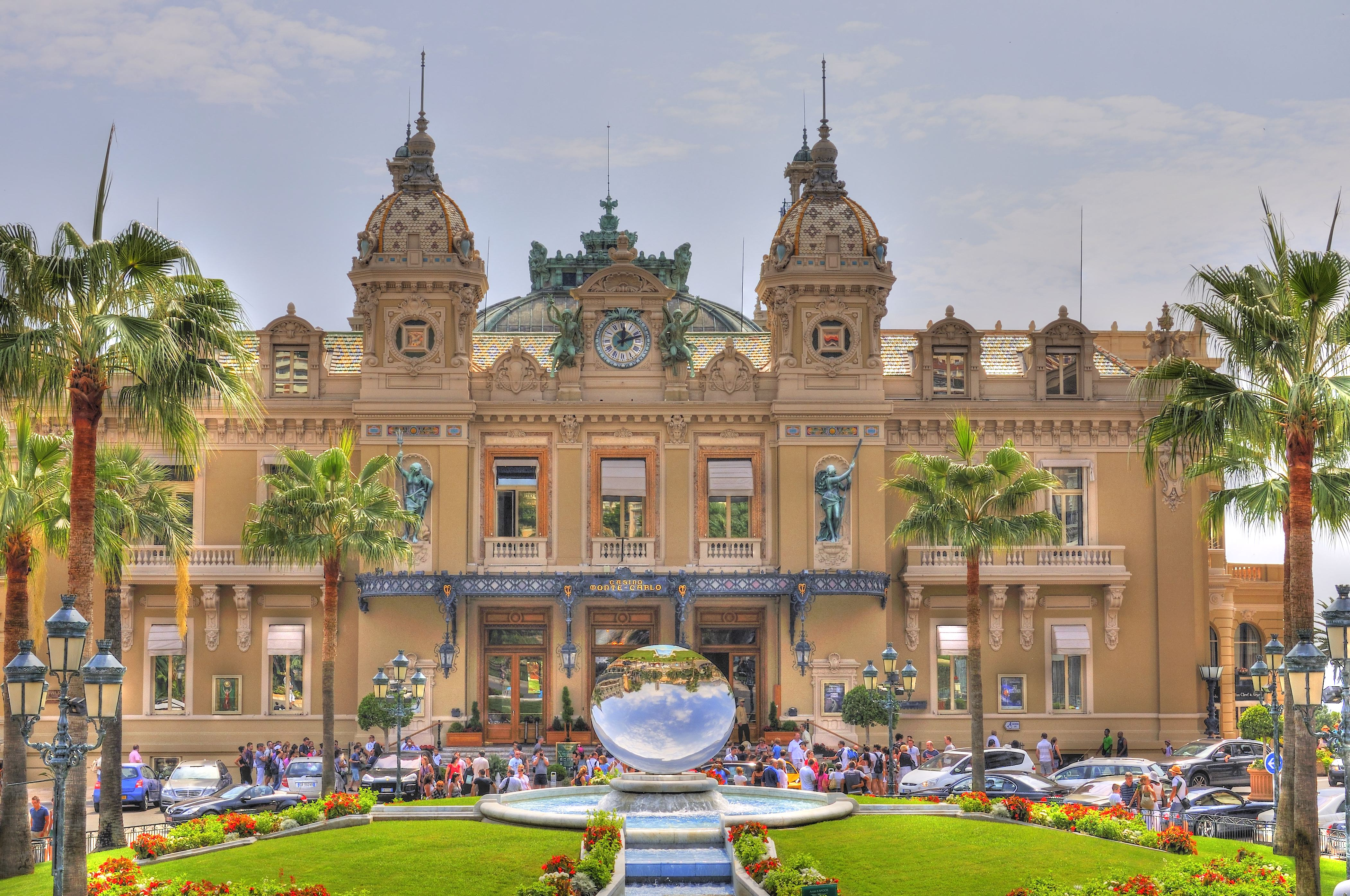
Kasinot i Monte Carlo.

Kasinot i Monte Carlo som öppnades 14 december 1856 är ett av världens mest kända kasinon. Mittemot kasinot finns den vackra och utsmyckade kasinoträdgården. Palmerna står framför kasinot Les Casinos de Monte-Carlo. I trädgården finns rabatter och välskötta gräsmattor. Det finns fontäner som sprutar vatten och vackra dammar och massor med vackra blommor som till exempel liljor och rosor. 
Bakom kasinot finns solterrasser med utsikt över Medelhavet. Victor Vasarelys vackra arbeten dekorerar taket till konferenscentret och Auditoriums tak. Charles Garnier, arkitekten till L'Opéra Garnier i Paris, byggde det nya kasinot i Monte Carlo som invigdes 1878. 
Medborgare i staten Monaco - inklusive furstefamiljen - äger inte tillträde till kasinot.
Anledningen till att man byggde kasinot var att ekonomin i Monaco var dålig och Karl III av Monaco vill förbättra landets inkomster. Monaco var ett av de få länderna i Europa som tillät kasinon vilket gjorde att ekonomin i landet blomstrade och fursten kunde avskaffa skatterna för medborgarna i landet. Idag är dock landet inte lika beroende av kasinot som står för mindre än 5% av landets intäkter.